# Romeu Corsini
Romeu Corsini (Jardinópolis, 1916 - São Carlos, 25 de março de 2010), graduou-se pela Escola Politécnica da USP em engenharia elétrica, em 1942, e em engenharia aeronáutica em 1946, no IPT. Integrou-se profissionalmente à USP em 1936, onde fez toda sua carreira de pesquisa e acadêmica, sempre nas áreas de aeronáutica e energia. 
No IPT, onde trabalhou em cerca de 20 projetos aeronáuticos, ingressou em 1938, e em 1941, juntamente com Adonis Maitin, desenvolveu o avião Paulistinha. Também em 1941, participou diretamente da criação da Cidade Universitária da USP. Atuou, no IPT, na pesquisa sobre combustíveis renováveis. Romeu Corsini estagiou na Escola Superior de Guerra, na área de Geopolítica e Desenvolvimento. Em 1951, trabalhando como assessor de diretoria da Escola Politécnica, foi um dos fundadores da Escola de Engenharia de São Carlos, criada com a intenção de seguir o modelo adotado pelo Massachussets Institute of Technology (MIT), e posteriormente seu diretor, coordenador do Campus e pró-reitor.
É autor de dezenas de projetos de interesse nacional em pós-graduação, na USP. 
Foi professor titular da USP em transporte aéreo; e superintendente do Centro de Pesquisas de São Carlos e conselheiro da Associação Brasileira de Engenharia Automotiva (Aea) até a data de seu falecimento em 25 de março de 2010 na cidade de São Carlos, onde residia.